# 破解讀心理
《破解讀心理》（Mind Games），是香港無綫電視製作的遊戲節目，第一集至第十集於2022年8月22日至9月2日逢星期一至五22:30-23:00於J2播放，最後一集安排於10月2日星期日22:30-23:00於翡翠台播出，節目由《讀心專家》松明（本名姜松明）、黃庭鋒、陳聖瑜主持。
節目每集有不同藝員嘉賓接受松明的「讀心」挑戰。

## 每集一覽
| 集數 | 播映日子 | 主題                       | 嘉賓                                                                           |
| 01   | 8月22日  | 心理連結                   | 何廣沛、馮盈盈、吳沚默、方紹聰、郭子豪                                         |
| 02   | 8月23日  | 心理變態測驗               | 何廣沛、馮盈盈、吳沚默、方紹聰、郭子豪                                         |
| 03   | 8月24日  | 親子心理                   | 黎諾懿、陳敏之、陳凱琳、譚俊彥、林溥來                                         |
| 04   | 8月25日  | 親子教學                   | 黎諾懿、陳敏之、陳凱琳、譚俊彥、林溥來                                         |
| 05   | 8月26日  | 控女人心                   | 高海寧、陳煒、姚子羚、梁凱晴、張寶兒                                           |
| 06   | 8月29日  | 操縱心理                   | 高海寧、陳煒、姚子羚、梁凱晴、張寶兒                                           |
| 07   | 8月30日  | 男人危機                   | 陳山聰、袁偉豪、胡諾言、羅天宇、余德丞                                         |
| 08   | 8月31日  | 釋放身心壓力               | 陳山聰、袁偉豪、胡諾言、羅天宇、余德丞                                         |
| 09   | 9月1日   | 腦力激增心理術最終回（上） | 林智樂、文凱婷、何晉樂、林沚羿、蔡愷穎、潘靜文、張馳豪、孫漢霖、冼靖峰、林君蓮 |
| 10   | 9月2日   | 腦力激增心理術最終回（下） | 林智樂、文凱婷、何晉樂、林沚羿、蔡愷穎、潘靜文、張馳豪、孫漢霖、冼靖峰、林君蓮 |
| 11   | 10月2日  | 煮修心理學                 | 黃祥興、麥美恩、邵珮詩                                                         |

## 出面網頁
- 破解讀心理 - 主頁 - tvb.com （页面存档备份，存于）
- 破解讀心理 - myTV SUPER （页面存档备份，存于）